# Nipaecoccus zapotlanus
Nipaecoccus zapotlanus är en insektsart som först beskrevs av Cockerell 1902.  Nipaecoccus zapotlanus ingår i släktet Nipaecoccus och familjen ullsköldlöss. Inga underarter finns listade i Catalogue of Life.